# 野本互尊
野本 互尊（のもと ごそん、1852年12月5日（嘉永5年10月24日）- 1936年（昭和11年）12月4日）は、明治時代から昭和期の実業家、社会事業家、政治家。互尊は号で、互尊獨士といった。本名は恭八郎。別名に豊治や恭之助がある。

## 生涯
嘉永5年10月24日、越後国刈羽郡横沢村（現在の新潟県長岡市小国町）大庄屋の山口平三郎と母・トセの四男として生まれた。当村は越後にありながら、出羽国上山藩の飛地であった。兄には実業家・政治家となる山口権三郎がいる。幼少期は、当時越後で名門であった三余堂という家塾に入り、儒学者の藍澤朴斎（藍沢南城の養子）に学んでいる。その後、上山藩の藩校である明新館支館入学し、学問に励んだ。
1872年、長岡の豪商で不動産業と貸金業を営む野本家の長女リイと結婚し、婿養子になり同家を継いだ。同家の当主は既に亡くなり、養祖母のひでが実権を握り、リイの妹のリツも同居している女所帯であった。1880年、実兄の山口権三郎と商工人の集まりの「誠之社」を設立する。この名の由来は「誠は天の道なり、之を誠にするは人の道なり」という言葉からで、「誠を大義とした健全な商売人の集団」を目指した。明治20年代になると、旧長岡藩士族の中心的人物であった三島億二郎が北海道開拓に傾注し、若手商人のリーダーであった大橋佐平が東京に移住したため、互尊が実質的なリーダーとなった。第六十九国立銀行の取締役や長岡電燈会社取締役、新潟県議会議員などを務める。
互尊即独尊を説き、「独尊は互尊と知れ、互尊は独尊と覚れ」と唱えた。1915年5月、大正天皇即位記念で、市に互尊文庫を寄付した。1934年には全財産を投じて日本互尊社を設立し、同社はその後、社会教育事業に寄与した。昭和11年12月4日没。墓所は長岡の真宗大谷派西入寺にある。邸宅は如是蔵博物館となり、公開されている。